# 賓利冰川
84°29′S 167°10′E / 84.483°S 167.167°E
賓利冰川（英語：Bingley Glacier）是南極洲的冰川，位於沙克爾頓海岸，處於亞歷山德拉皇后山脈的地區，長15公里，在阿當斯山脈以北注入比爾德摩爾冰川，現時由南極條約體系管理。